# اسخارل
شاریل (به هلندی: Scharl) یک منطقهٔ مسکونی در هلند است که در سودوست-فریسلان واقع شده‌است. شاریل ۵۵ نفر جمعیت دارد.